# Tommaso Campanella
Tommaso Campanella (Stilo, Reino de Nápoles, 6 de septiembre de 1568 - París, Reino de Francia, 21 de mayo de 1639) fue un filósofo y poeta italiano. Es también citado por su nombre castellanizado, Tomás Campanella. Su nombre antes de entrar en la Orden Dominica fue Giovanni Domenico Campanella.
Escribió, entre otras muchas obras, una defensa de Galileo y el tratado utópico La ciudad del sol (compuesto durante su larga estancia en la cárcel por una conjura antiespañola, la misma causa que el economista Antonio Serra), donde describe un Estado teocrático universal basado en principios comunitarios de igualdad.

## Biografía

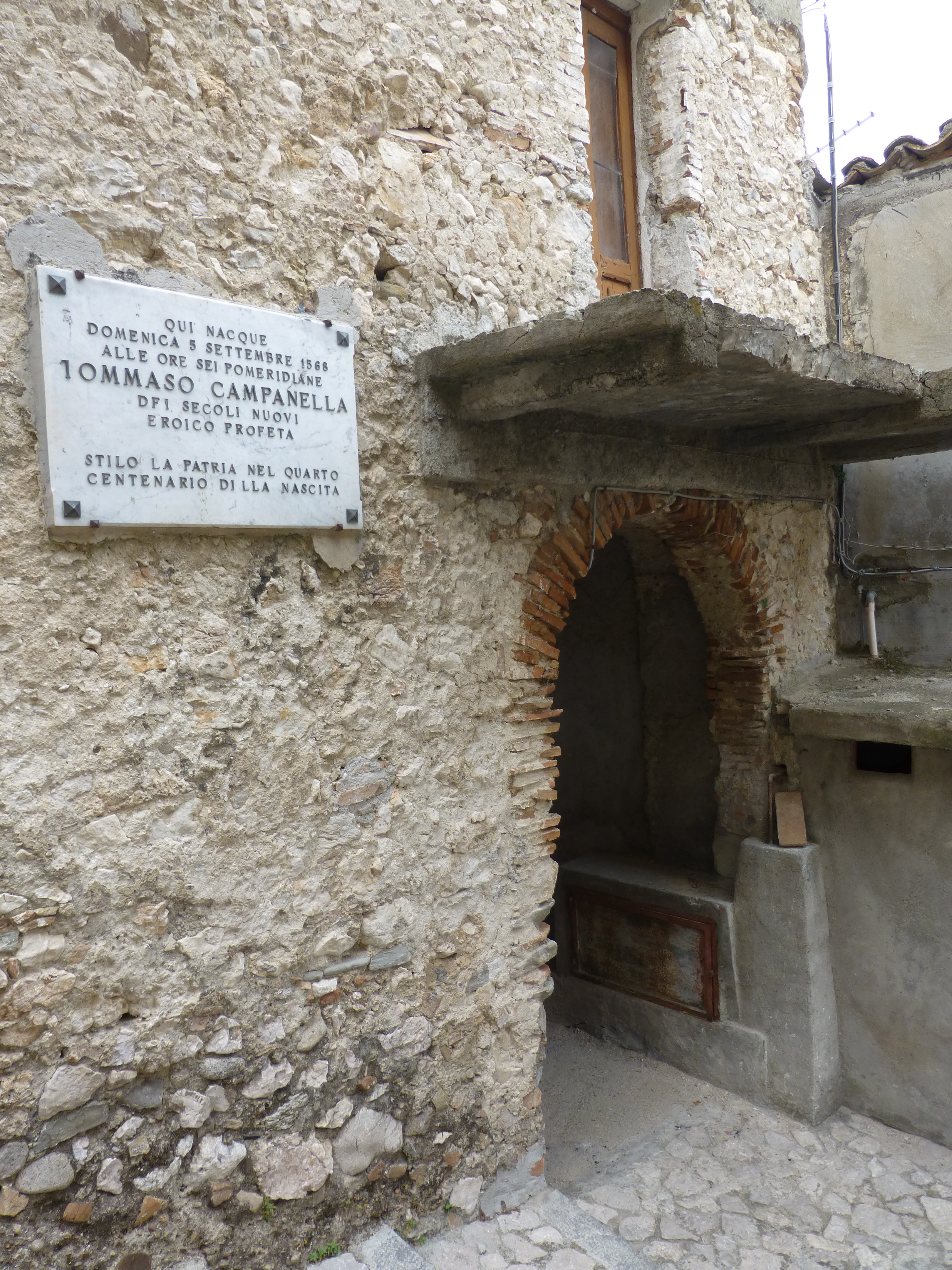
Casa de Tommaso Campanella en Stilo

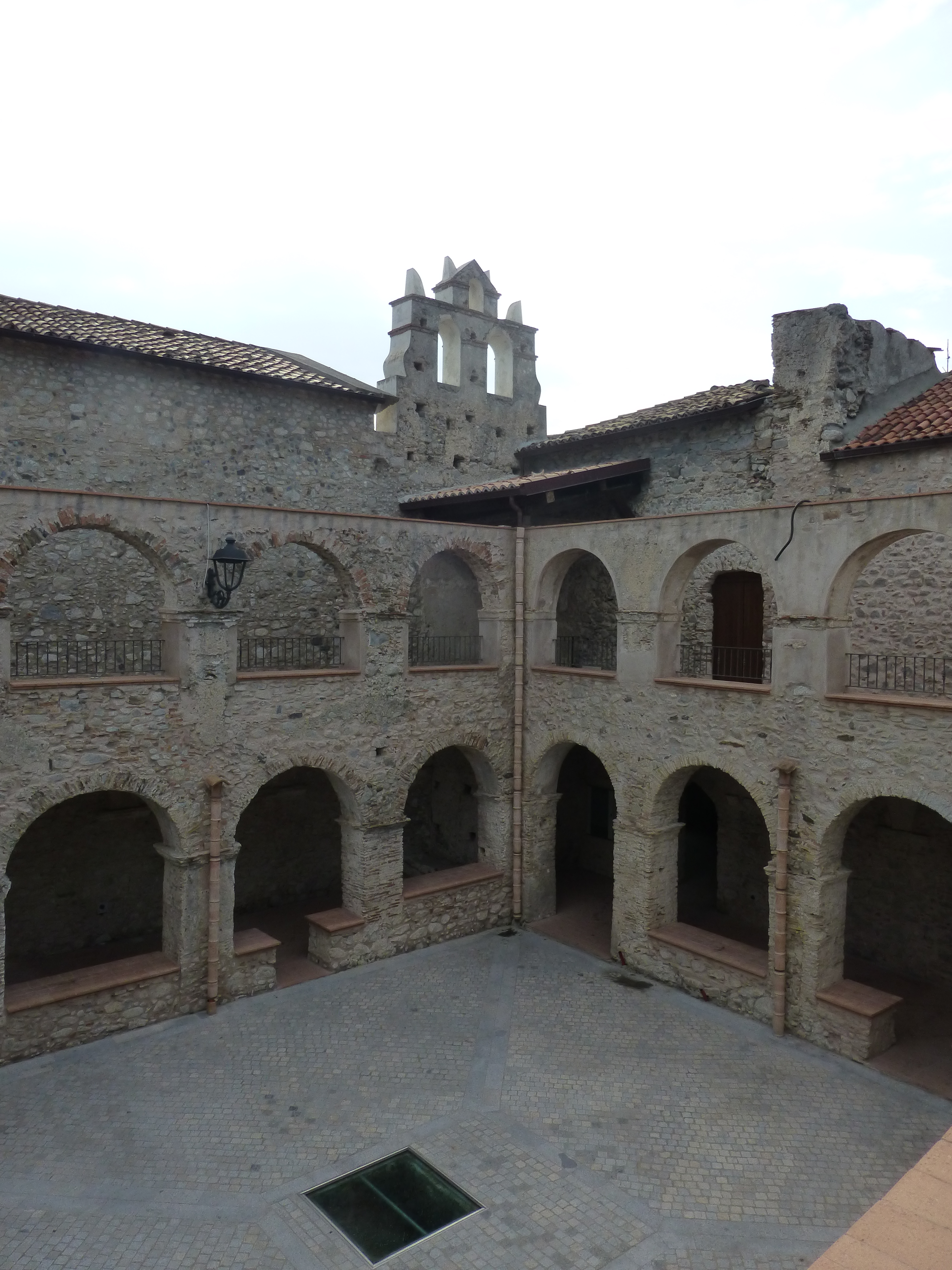
Convento dominicato en Placanica

Hijo de un zapatero analfabeto, a los 15 años ingresó en el convento dominico de Santo Domingo de Placanica, emitiendo sus votos con el nombre de fray Tommaso. Estudió filosofía y teología en San Giorgio Morgeto y Nicastro, mostrando especial admiración por la física naturalista y el antiaristotelismo de Telesio. En 1589, sin contar con licencia de sus superiores, se dirige a Nápoles en compañía de un rabino judío, que lo introduce en el círculo de Giovanni Battista della Porta, en el que se practicaban curiosidades mágicas y naturalistas, por las que siempre sintió especial atracción.
En 1591 Campanella publicó en Nápoles su primera obra, Philosophia sensibus demonstrata, en defensa de Telesio, sufriendo poco tiempo después la primera sospecha de demonismo y herejía, siendo procesado por su propia Orden al año siguiente. Un cuarto proceso (tras haber pasado por Roma, Florencia, Bolonia y Padua) resulta más grave que los anteriores en tanto contradice los planteamientos de Aristóteles que son defendidos por la doctrina católica, esto causa que sea recluido en la cárcel de Tor di Nona en Roma por orden del Santo Oficio. Obtenida la libertad, se retira al pequeño convento de Santa Maria di Gesù (Stilo), aparentando una vida recogida y tranquila pero sin renunciar a su práctica de la astrología. 
Mientras tanto, Campanella planeaba una conjuración contra la dominación española en Calabria, y la instauración de una república teocrática perfecta similar a la utopía que formularía años después en su obra Ciudad del Sol. Delatado, se le abre en 1599 un proceso político y eclesiástico en el que se le acusa de rebelión y herejía, lo cual acarrea la pena de muerte. Para eludir el cadalso, Campanella logra fingir demencia pese a las torturas, y así el gobierno español y la autoridad eclesiástica determinan en 1602 condenarle a cadena perpetua en el Castel Nuovo de Nápoles, donde queda encarcelado por 27 años. Durante esta reclusión Campanella compuso sus principales obras como La Ciudad del Sol, reelaboró las que en Bolonia le había arrebatado la Inquisición y mantuvo relación con estudiosos de su tiempo (Galileo, Scoppio, Gassendi, etc.), al punto de defender en sus escritos a Galileo durante su primer proceso en 1612. 
A requerimiento de la propia Orden de Predicadores le fue otorgada la libertad por el papa Urbano VIII, quien deseaba aprovechar los amplísimos conocimientos astrológicos de Campanella, y éste se establece en Roma. No obstante, en 1634 se descubre una nueva conspiración en Calabria dirigida por unos conocidos suyos, por lo cual planificó su huida con ayuda del embajador francés y del Cardenal Barberini. Así, el 21 de octubre de 1634, vestido de fraile mínimo, con falso nombre, Campanella huyó a Francia, donde encontró favorable acogida siendo inclusive recibido en la corte de Luis XIII. Amparado por el monarca francés, fue a vivir en el convento de la Rue Saint-Honoré de París donde murió en 1639.
Campanella tenía un temperamento impetuoso, combativo; talento de amplia erudición, con una audacia intelectual desenfrenada, que le llevó a abordar todas las ciencias. Se creyó predestinado por Dios para la misión providencial de realizar la unidad de todo el mundo, dividido por luchas doctrinales, políticas y religiosas; unidad que constituyó la gran obsesión de su vida.

## Obra

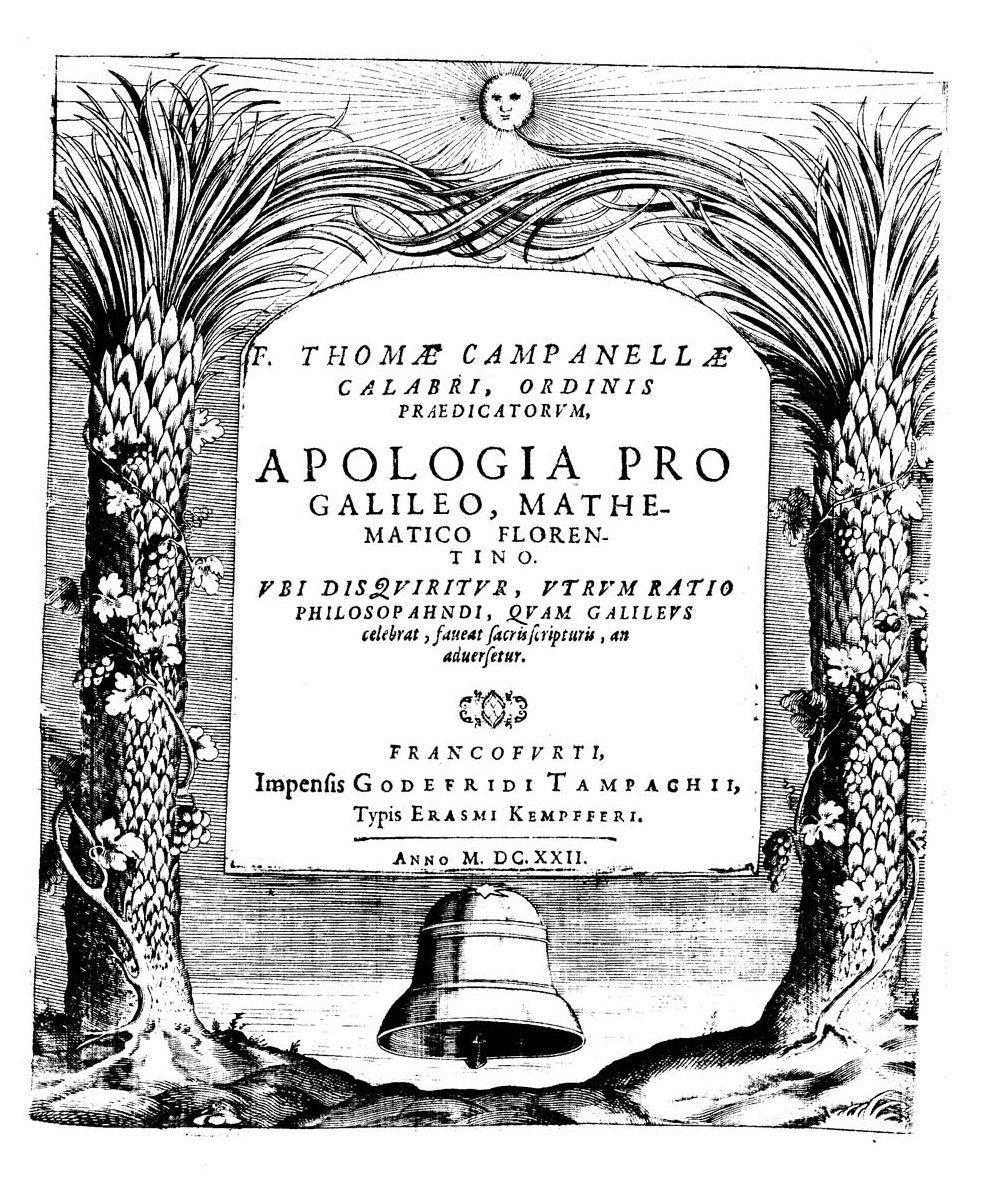
Apologia pro Galileo, 1622

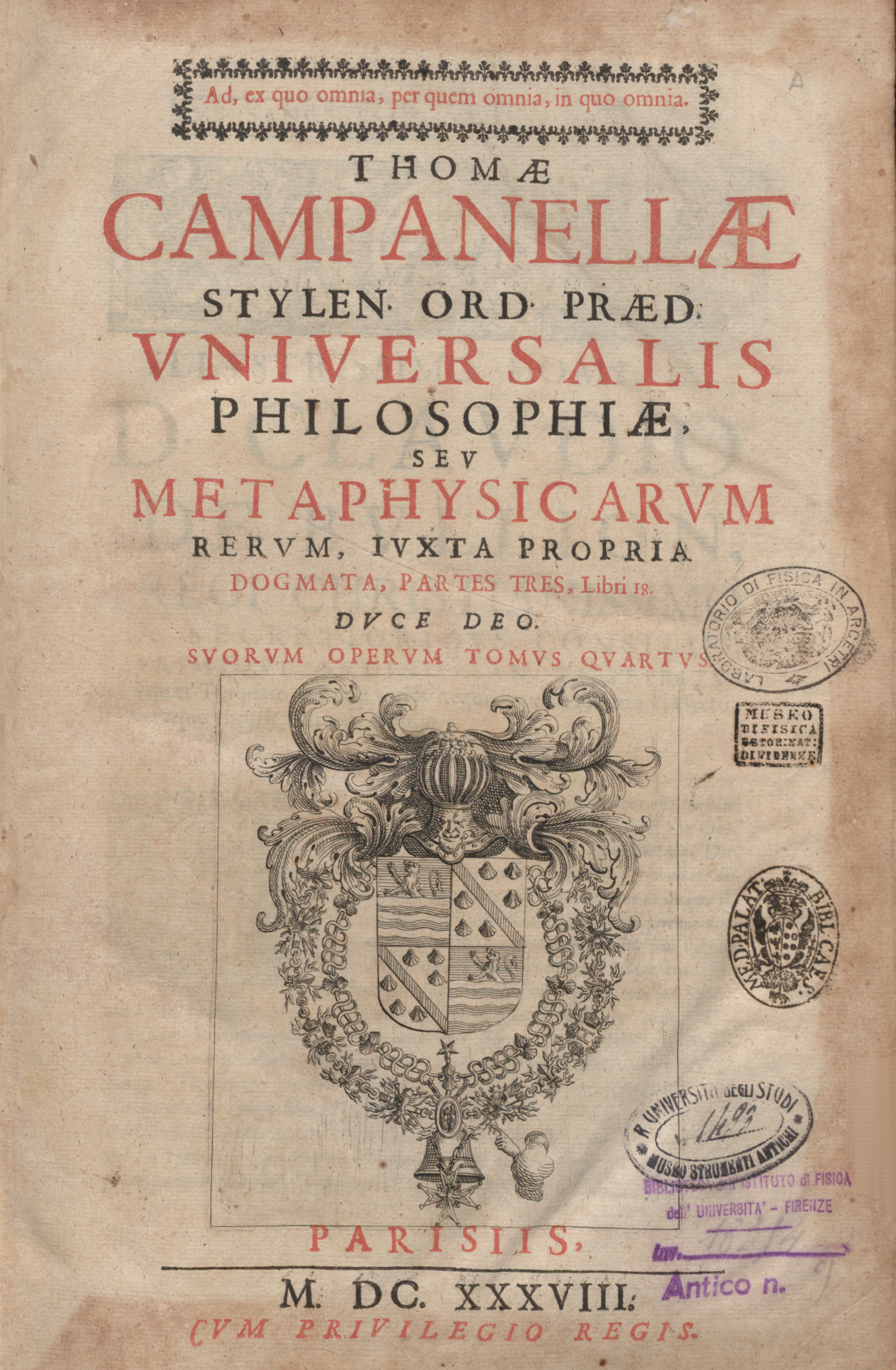
Metaphysica, 1638

Las obras de Campanella, 82 en total, abarcan muchos campos de la filosofía. Algunos títulos suyos son Teología (1614) y Metafísica (1638).
Entre sus obras importantes se destacan: De sensu rerum et magia (1590, revisada en 1628), en la que expone la doctrina de la animación universal, y su gnoseología. De monarchia hispanica discursus (1601), tratado político en torno a la prioridad de la monarquía española, bajo la autoridad espiritual del Papa, en el concierto político universal. Città del sole (1602, revisada en 1613) publicada en latín (Civitas solis, poetica idea Reipublicae philosophicae, 1623), la obra más significativa de su pensamiento político, en la que traza su república ideal, naturalista y teocrática. Universalis Philosophiae seu metaphysicarum rerum, partes tres, libri XVIII (1638), es como una «biblia de la filosofía». Monarchia Messiae (1605), en donde teoriza sobre la monarquía universal: el Papa es el soberano supremo, los príncipes sus brazos; la humanidad tendrá entonces paz bajo un solo rey y un solo pastor. También escribió una Apologia pro Galileo, mathematico florentino (1616).
Campanella, partiendo de los principios del naturalismo telesiano, deduce inmediatamente la universal sensibilidad de las cosas: en efecto, si los animales sienten, es señal de que sienten también los elementos de que están constituidos (De sensu, 1,1). Esta sensibilidad es debida a un espíritu sutil que determina el consenso de las cosas naturales entre sí. Proclama, igualmente, la supremacía del conocimiento sensible, el único que reporta certeza absoluta. Reduce todo conocimiento a la sensibilidad. Mas, ¿cómo puede el alma conocerse a sí misma? Campanella resuelve el problema al establecer un autoconocimiento originario del alma, el cual posibilita el conocimiento de todas las demás cosas. Para ello se basa en el principio de que la sensación, al ser pasión, proviene de la asimilación del sujeto cognoscente a la cosa conocida. En esta autoconciencia se fundan las determinaciones esenciales de la realidad natural, de las que ella nos hace conscientes: el poder, el saber y el amor al ser. 
Toda su filosofía especulativa está destinada a fundamentar un ideal político-religioso: el gobierno de la humanidad por el sumo pontífice, en quien debe recaer también el poder temporal. En realidad, viene a establecer una dictadura sacerdotal, apoyándose en la condición desfalleciente del hombre, tan sólo remediable en esa ciudad helíaca. Para la ortodoxia católica, su religión naturalista, como vínculo de orden espiritual y unificador, supone una decadencia del cristianismo, ya que daña gravemente su dimensión sobrenatural.

## Lista de obras
- Aforismi politici, editado por A. Cesaro, Guida, Nápoles 1997.
- An monarchia Hispanorum sit in augmento, vel in statu, vel in decremento, editado por L. Amabile, Morano, Napoli 1887
- Antiveneti, editado por L. Firpo, Olschki, Florencia 1944
- Apologeticum ad Bellarminum, editado por G. Ernst, en "Rivista di storia della filosofia", XLVII, 1992.
- Apologeticus ad libellum 'De siderali fato vitando', editado por L. Amabile, Morano, Nápoles 1887
- Apologeticus in controversia de concepitone beatae Virginis, editado por A. Langella, L'Epos, Palermo 2004
- Apologia pro Galileo, editado por Michel-Pierre Lerner. Pisa, Scuola Normale Superiore, 2006
- Apologia pro Scholis Piis, editado por L. Volpicelli, Giuntine-Sansoni, Florencia 1960
- Articoli prophetales, editado por G. Ernst, La Nuova Italia, Florencia 1977
- Astrologicorum libri VII, Francofurti 1630
- L'ateismo trionfato, ovvero riconoscimento filosofico della religione universale contra l'antichristianesimo macchiavellesco, editado por G. Ernst, Edizioni della Normale, Pisa 2004 ISBN 88-7642-125-4
- De aulichorum technis, editado por G. Ernst, en "Bruniana e Campanelliana", II, 1996.
- Advertencia al Rey de Francia, al Rey de España y al sumo pontífice, editado por L. Amabile, Morano, Nápoles 1887.
- Calculus nativitatis domini Philiberti Vernati, editado por L. Firpo, en Atti della R. Accademia delle Scienze di Torino, 74, 1938-1939.
- Censura sobre el libro del Padre Mostro [Niccolò Riccardi]. Proemio e Tavola delle censure", editado por L. Amabile, Morano, Nápoles 1887.
- Censura sobre el libro del Padre Mostro: "Ragionamenti sopra le litanie di nostra Signora", editado por A. Terminelli, Edizioni Monfortane, Roma 1998
- Chiroscopia", editado por G. Ernst, en "Bruniana e Campanelliana", I, 1995.
- La Ciudad del Sol, editado por L. Firpo, Laterza, Roma-Bari 2008 ISBN 88-420-5330-9
- Commentaria super poematibus Urbani VIII, codd. Barb. Lat. 1918, 2037, 2048, Biblioteca Vaticana
- Compendiolum physiologiae tyronibus recitandum, cod. Barb. Lat. 217, Biblioteca Vaticana
- Compendium de rerum natura o Prodromus philosophiae instaurandae, Francofurti 1617
- Compendium veritatis catholicae de praedestinatione, editado por L. Firpo, Olschki, Florencia 1951.
- Consultationes aphoristicae gerendae rei praesentis temporis cum Austriacis ac Italis, editado por L. Firpo, Olschki, Firenze 1951
- Defensio libri sui 'De sensu rerum', apud L. Boullanget, Parisiis 1636
- Diálogo político contra luteranos, calvinistas y otros herejes, editado por D. Ciampoli, Carabba, Lanciano 1911.
- Diálogo político entre un veneciano, un español y un francés, editado por L. Amabile, Morano, Nápoles 1887
- Discorsi ai principi d'Italia (Discursos a los príncipes de Italia), editado por L. Firpo, Chiantore, Turín 1945.
- Discorsi della libertà e della felice soggezione allo Stato ecclesiastico (Discursos sobre la libertad y la feliz sujeción al estado eclesiástico), editado por L. Firpo, s.e., Turín 1960.
- Discorsi universali del governo ecclesiastico", editado por L. Firpo, UTET, Turín 1949.
- Disputatio contra murmurantes in bullas ss. Pontificum adversus iudiciarios, apud T. Dubray, Parisiis 1636
- Disputatio in prologum instauratarum scientiarum, editado por R. Amerio, SEI, Turín 1953
- Documenta ad Gallorum nationem, editado por L. Firpo, Olschki, Florencia 1951
- Epilogo Magno, editado por C. Ottaviano, R. Accademia d'Italia, Roma 1939
- Expositio super cap. IX epistulae sancti Pauli ad Romanos, apud T. Dubray, Parisiis 1636
- Index commentariorum Fr. T. Campanellae, editado por L. Firpo, en "Rivista di storia della filosofia", II, 1947.
- Cartas 1595-1638, editado por G. Ernst, Istituti Editoriali e Poligrafici Internazionali, Pisa-Roma 2000.
- Lista de las obras de Fray T. Campanella en tomos. Campanella distinte in tomi nove", editado por L. Firpo, en "Rivista di storia della filosofia", II, 1947
- Medicinalium libri VII, ex officina I. Phillehotte, sumptibus I. Caffinet F. Plaignard, Lugduni 1635
- Metafísica, editado por Giovanni Di Napoli, (extractos seleccionados del texto latino y traducción italiana, 3 volúmenes), Bolonia, Zanichelli 1967
- Metafísica. Universalis philosophiae seu metaphysicarum rerum iuxta propria dogmata. Liber 1.º, editado por P. Ponzio, Levante, Bari 1994
- Metafísica. Universalis philosophiae seu metaphysicarum rerum iuxta propria dogmata. Liber 14.º, editado por T. Rinaldi, Levante, Bari 2000
- Monarchia Messiae, editado por L. Firpo, Bottega d'Erasmo, Turín 1960.
- Philosophia rationalis, apud I. Dubray, Parisiis 1638. Dubray, Parisiis 1638 (incluye "Logicorum libri tres").
- Philosophia realis, ex typographia D. Houssaye, Parisiis 1637
- Philosophia sensibus demonstrata, editado por L. De Franco, Vivarium, Nápoles 1992.
- Le poesie, editado por F. Giancotti, Einaudi, Turín 1998.
- Poética, editado por L. Firpo, Mondatori, Milán 1954.
- De praecedentia, presertim religiosorum, a cargo de M. Miele, en "Archivum Fratrum Praedicatorum", LII, 1982
- De praedestinatione et reprobatione et auxiliis divinae gratiae cento Thomisticus, apud I. Dubray, Parisiis 1636
- Quod reminiscentur et convertentur ad Dominum universi fines terrae, editado por R. Amerio, CEDAM, Padova 1939 (L. I-II), Olschki, Firenze 1955-1960 (L. III-IV)
- Del sentido de las cosas y de la magia", Rubbettino, Soveria Mannelli 2003
- De libris propriis et recta ratione. Studendi syntagma, Editado por A. Brissoni, Rubbettino, Soveria Mannelli 1996
- Theologia, L. I-XXX, Libro Primo, Editado por Romano Amerio, Vita e Pensiero, Milano, 1936.
- Scelta di alcune poesie filosofiche - Choix de quelques poésies philosophiques, Editado por Marco Albertazzi, Traducción en francés de Franc Ducros, La Finestra editrice, Lavis 2016 ISBN 978-88-95925-70-7.

## Pensamiento

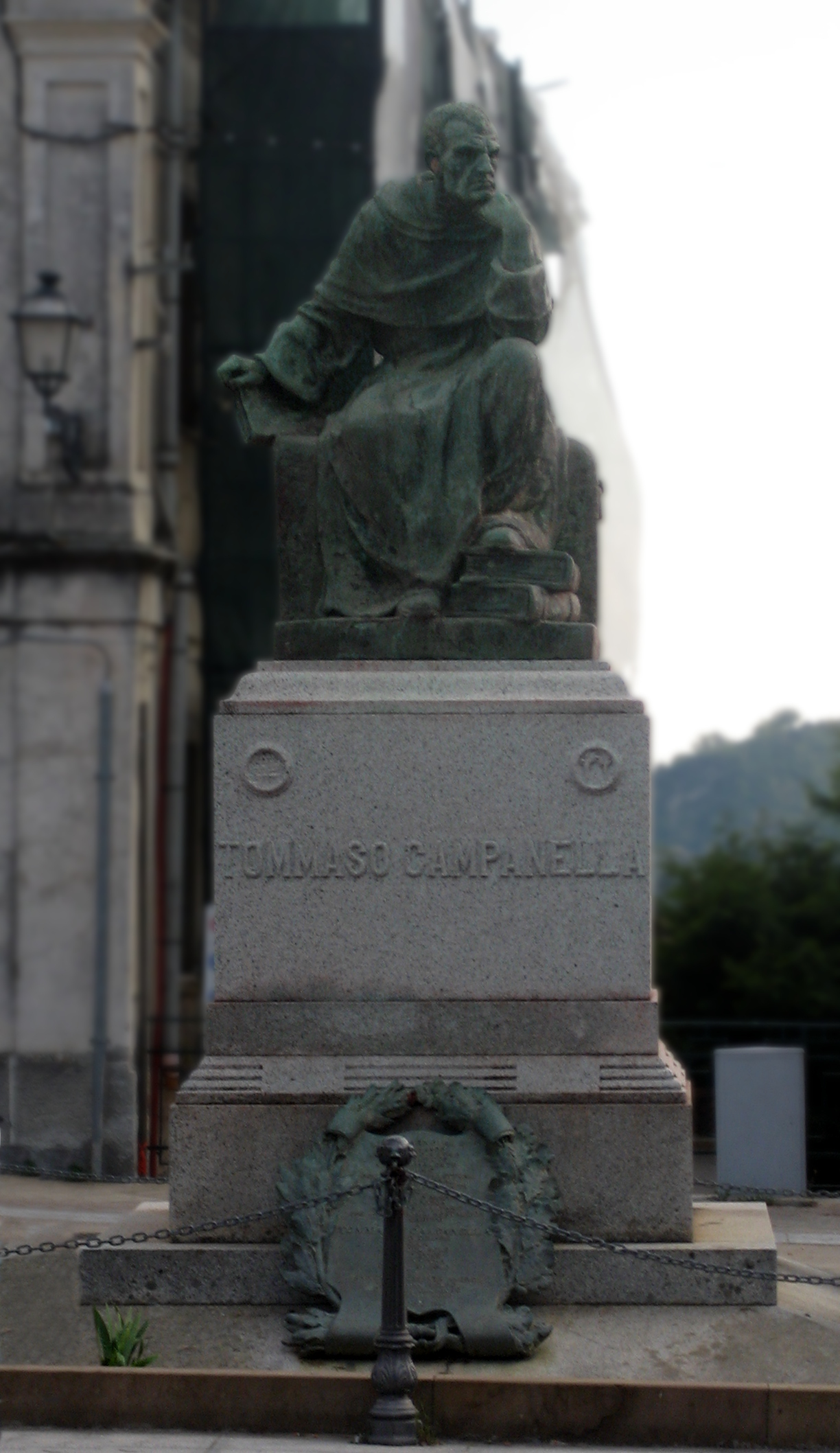
Monumento a Tommaso Campanella en Stilo

Inicialmente, se inspiró en Bernardino Telesio (1509-1588), aunque más tarde diferenció su pensamiento. Telesio pretendió estudiar la naturaleza a partir de sus propios principios, que para él se reducían a la acción del calor y el frío sobre lo corpóreo, alejándose de esta forma tanto de Aristóteles como de la magia. Telesio afirmaba la autonomía de la naturaleza y en consecuencia, la necesidad de estudiarla de modo independiente a la metafísica a partir de la información que suministra la experiencia sensible. Se observa en el pensamiento de Telesio, algún componente animista inspirado en los presocráticos. 
Campanella, a diferencia de Telesio, se acerca algo más a la magia y al animismo. Su teoría del conocimiento afirma que todo conocimiento deriva de la sensibilidad y a ella se reduce. Entonces, el conocimiento sensorial proporciona certeza absoluta y por lo tanto no requiere pruebas de ninguna clase. El escepticismo no tiene sentido porque hay una facultad innata en el alma que nos asegura principios indudables, el primero de los cuales es que existimos, pensamos, queremos y podemos. Este conocimiento de sí mismo está presupuesto en cualquier conocimiento de las cosas exteriores. Nos conocemos, ante todo, a nosotros mismos, y sólo conocemos las cosas exteriores en cuanto nos conocemos modificados o impresionados por ellas; Campanella extiende esta conciencia a todos los seres.
Fue un comunitario utópico. Se manifestó contra la escolástica y combinaba las ideas del sensualismo y el deísmo con concepciones místico-religiosas. Fue perseguido por la Inquisición debido a su libertad de pensamiento. Soñaba con una humanidad libre y próspera, pero confiaba en que su sueño podría tornarse en realidad con la ayuda del Papado. Fundamentó su ideal comunitario en el mandato de la razón y en las leyes de la naturaleza. Imaginó una sociedad comunitaria tanto en lo referente al régimen de la propiedad como en la pertenencia de mujeres e hijos. Poco tiempo después de salir de la cárcel volvió a ser perseguido y tuvo que buscar refugio en Francia. Muchas de sus propuestas filosóficas fueron semejantes a las adoptadas después por René Descartes y por Immanuel Kant.
Su doctrina filosófica admite la impotencia del conocimiento sensible para conocer la realidad exterior, pero admite la importancia del conocimiento interno para experimentarse tal y como uno es. Al modo de San Agustín, la existencia de Dios se deduce de la existencia de su idea en el hombre, que por su perfección no puede ser un producto nuestro. En su Civitas Solis describió una utopía en la que la Iglesia Católica domina todos los órdenes de la vida, ideas que aplicó en su libro La Monarquía Hispánica respecto al imperio realmente existente entonces, España.

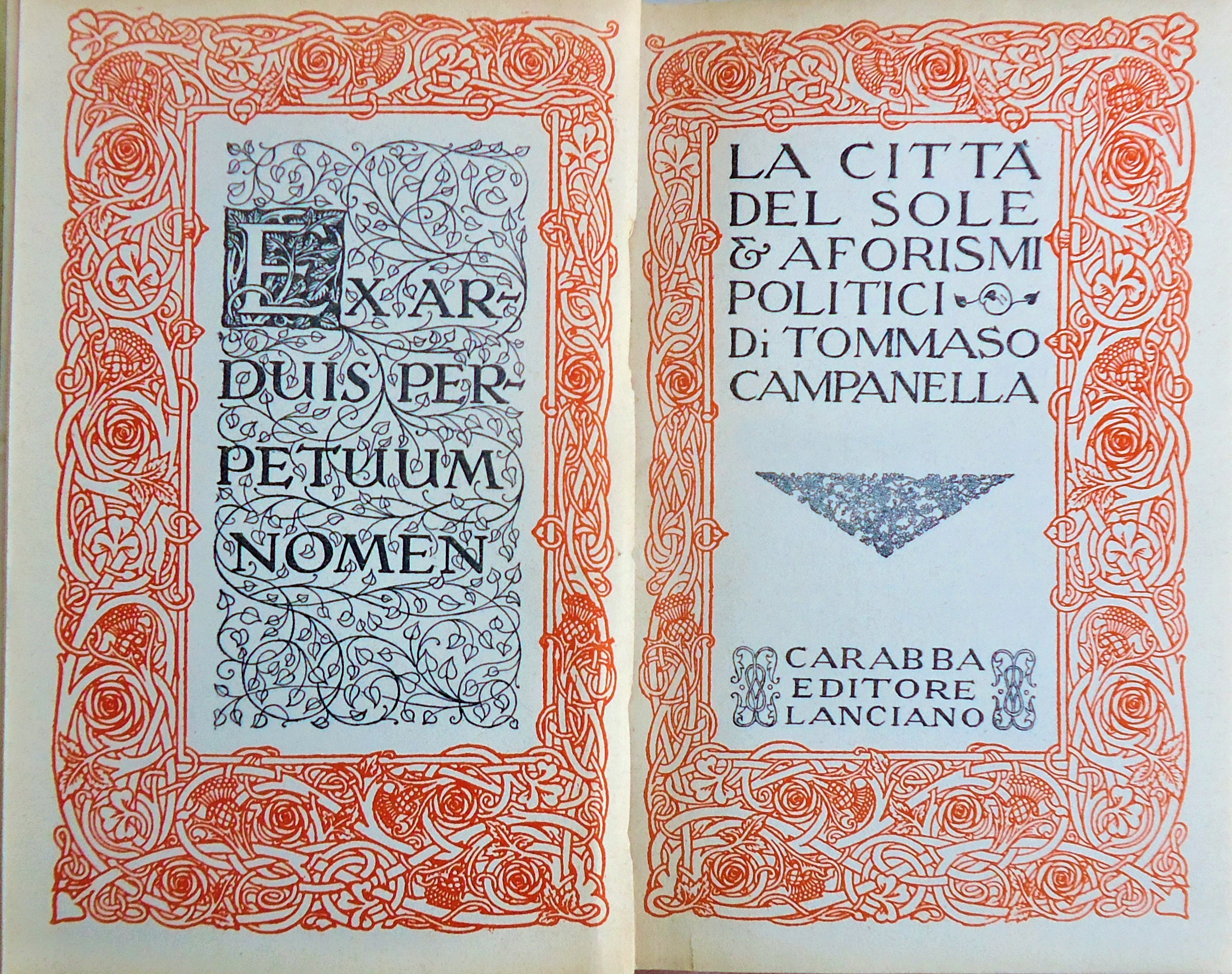
Tommaso Campanella, La Città del Sole, Carabba, 1915

## La ciudad del sol
Una de sus obras más destacadas fue La ciudad del sol, que fue escrita en 1602 pero no fue publicada hasta 1623. Es una utopía en la que el autor expone su concepción de ciudad ideal. Está dispuesta en forma de diálogo entre un almirante genovés y el Gran Maestre de los Hospitalarios. El marino cuenta al caballero cómo se vio obligado a tocar tierra en la Isla de Taprobana, donde los indígenas lo conducen a la Ciudad del Sol, que está rodeada por siete murallas, dedicadas cada una a un astro. En la punta de un monte se encuentra el templo dedicado al Sol.
La organización política de esta singular República es de carácter teocrático. Se mezclan los asuntos religiosos y públicos de manera inescindible. El supremo gobernante es el Sacerdote Sol, auxiliado por los Príncipes Pon, Sin y Mor, competentes respectivamente en materia de poder, sabiduría y amor. Al príncipe Pon le corresponde conocer el arte guerrero y de los ejéricitos; al Príncipe Sin, la enseñanza de la ciencia y la sabiduría, y al Príncipe Mor, las labores de la procreación y la educación de los infantes.
Los Ciudadanos de esta República filosófica, conocedores de que la propiedad privada engendra el egoísmo humano e incita a los hombres a enfrascarse en crueles luchas, han convenido en que la propiedad sea comunitaria. Todos los hombres habrán de trabajar pero los funcionarios serán los que harán la distribución de la riqueza. Hasta los actos más íntimos son en común en esta ciudad.
Trata de una sociedad comunista ideal en la que el poder está en manos de hombres sabios y sacerdotes. Con esto podemos ver cuan influyente fue la Iglesia sobre Tommaso Campanella. La ciudad del sol contribuyó a desarrollar la ideología progresista y a estimular el progreso social.